# Agapetus krawanyi
Agapetus krawanyi är en nattsländeart som först beskrevs av Georg Ulmer 1938.  Agapetus krawanyi ingår i släktet Agapetus och familjen stenhusnattsländor. Inga underarter finns listade i Catalogue of Life.

## Bildgalleri

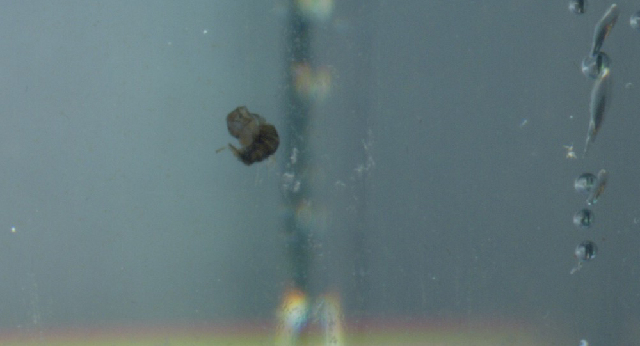